# Hennie Schouten
Hendrikus (Hennie) Schouten (Montfoort (província d'Utrecht), 17 de novembre, 1900 - Bozen (Itàlia), 23 de desembre, 1970), va ser un organista, teòric musical i compositor holandès.
Schouten era fill de Jan Schouten (1860-1933) i Berendina Johanna Petronella Fiege (1863-1938). Hennie Schouten va estudiar orgue (amb de Pauw) i composició (amb Ernst Willem Mulder ) al Conservatori d'Amsterdam i també va ser alumne de Willem Petri a Utrecht. Va obtenir el certificat de l'Associació d'Organistes Holandesos i el diploma de la Reial Associació de Músics Holandesos (KNTV).
El 1924, Schouten va ser nomenat professor d'orgue (més tard teoria i interpretació) al Conservatori Reial de La Haia. A més, a partir del 1932, va ser organista de l'Església Evangèlica Luterana de Leiden. Alhora, va ensenyar història de la música a les escoles de música de La Haia i Leiden.
El 1945, va ser nomenat professor principal d'harmonia, anàlisi i contrapunt al Conservatori d'Amsterdam, càrrec que va ocupar fins a la seva jubilació el 1965. El 1951, es va traslladar de Leiden a Amsterdam i va dimitir com a organista de l'Església Evangèlica Luterana de Leiden. Per aquella època, també va escriure crítiques de concerts per al "Nieuwe Leidsche Courant" i per a la secció d'arts de Trouw.
Hennie Schouten va escriure nombrosos llibres sobre teoria musical. Diversos es consideren obres estàndard en neerlandès i es van reimprès anys després de la seva mort. També es va publicar una versió anglesa del seu fullet "Improviseren op het orgel" (Improvisació a l'orgue). Schouten també va compondre obres, com ara "Fuga sobre el Salm 68" i diverses obres musicals publicades en fullets com ara "Duos en Trios voor Orgel" (Duals i Trios per a orgue). Va escriure llibres sobre Hugo Wolf i sobre Henri Duparc, Gabriel Fauré i Claude Debussy.
Hennie Schouten va morir el 1970 als 70 anys mentre estava de vacances al nord d'Itàlia.